# Spytovický potok
Spytovický potok je malý vodní tok v okrese Pardubice.

## Průběh toku
Spytovický potok pramení v malém mokřadu jihozápadně od stejnojmenné vsi. I když se často stáčí teče stále přibližně severním směrem. Z počátku protéká poli a západně od Vsi přijímá svůj největší přítok Krasnický potok. Protéká pod silnicí II/322 a železniční tratí Kolín - Česká Třebová dále podél okraje Řečan nad Labem a vtéká do jejich místní části Labětín. Severně od vsi býval jeho původní soutok s Labem, ale díky změnám v jeho trasování nyní sleduje jeho staré koryto a napájí soustavu dvou rybníků Přehrada a Tišina v něm vzniklých. V dalším malém bezejmenném rybníku se od Spytovického potoka odpojuje kanál napájející další rybniční soustavu včetně rybníků Houšovec, Pastouška a Jordáně. Spytovický potok teče severním směrem a východně od mostu mezi Řečany nad Labem a Kladruby nad Labem se vlévá do současného koryta Labe.